# Diphyus costaricensis
Diphyus costaricensis är en stekelart som först beskrevs av Cameron 1884.  Diphyus costaricensis ingår i släktet Diphyus och familjen brokparasitsteklar. Inga underarter finns listade i Catalogue of Life.